# آرامگاه امامزاده سید نورالدین
بقعه امامزاده سلطان سید نورالدین علی بن ابراهیم غازی علوی  مربوط به دوره دیلمیان است و در در قسمت جنوب اردکان واقع شده و این اثر در تاریخ ۵ دی ۱۳۵۲ با شمارهٔ ثبت ۹۵۹ به‌عنوان یکی از آثار ملی ایران به ثبت رسیده است.